# Jared Padalecki

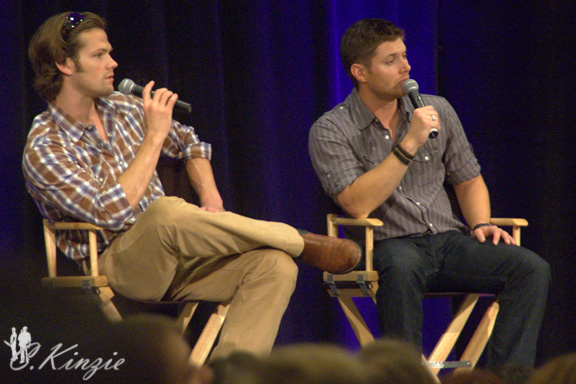
Jared (vänster) med Jensen Ackles, 2009

Jared Tristan Padalecki, född 19 juli 1982 i San Antonio, Texas, är en amerikansk skådespelare främst känd för sin medverkan i Warner Bros. tv-serier Supernatural och Gilmore Girls.
Efter att ha medverkat som Dean Forrester i Gilmore Girls har han haft mindre roller i filmer som A Ring of Endless Light, En galen dag i New York, Cheaper by the Dozen, Flight of the Phoenix och House of Wax.
Jareds farfar var polsk. Han har en äldre bror, Jeff, och en yngre syster, Megan. 
Han gifte sig 2010 med skådespelerskan Genevieve Padalecki och har tre barn tillsammans.

## Filmografi
| År        | Titel                               | Roll           | Övrigt                              |
| --------- | ----------------------------------- | -------------- | ----------------------------------- |
| 1999      | A Little Inside                     | Matt Nelson    |                                     |
| 2000      | Silent Witness                      | Sam            | TV-film                             |
| 2000–2005 | Gilmore Girls                       | Dean Forester  | 63 avsnitt                          |
| 2001      | Cityakuten                          | Paul Harris    | 1 avsnitt                           |
| 2002      | A Ring of Endless Light             | Zachary Gray   | TV-film                             |
| 2003      | Young MacGyver                      | Clay MacGyver  | Pilot                               |
| 2003      | Cheaper by the Dozen                | Bully          | Uncredited                          |
| 2004      | Flight of the Phoenix               | John Davis     |                                     |
| 2004      | New York Minute                     | Trey Lipton    |                                     |
| 2005      | Cry Wolf                            | Tom            |                                     |
| 2005      | House of Wax                        | Wade           |                                     |
| 2005–2020 | Supernatural                        | Sam Winchester | Huvudroll, 327 avsnitt              |
| 2007      | Room 401                            | Sig själv      | Värd, 8 avsnitt                     |
| 2008      | Thomas Kinkade's Home for Christmas | Thomas Kinkade | Även känd som The Christmas Cottage |
| 2009      | Friday the 13th                     | Clay Miller    |                                     |